# Teodor Zăbavă
Teodor Zăbavă (n. secolul al XX-lea – d. 27 noiembrie 1944, Frontul de Est, URSS) a fost un pilot român de aviație, as al Aviației Române din cel de-al Doilea Război Mondial.
Adjutantul stagiar av. Teodor Zăbavă a fost decorat cu Ordinul Virtutea Aeronautică de război cu spade, clasa Crucea de Aur cu 2 barete (4 noiembrie 1941) pentru că este un „coechipier de nădejde în orice patrulă. Luptător aerian temerar. Are 76 ieșiri pe front cu două victorii aeriene (una în aer și două la sol prin incendiere)” și clasa Cavaler (1 iulie 1942) pentru că, alături de adj. stag. av. Florian Budu, „fac[e] parte din patrula care a înscris cea mai frumoasă și victorioasă pagină a aeronauticei în războiul contra bolșevismului. Având inițiativa atacului, au atacat o formație de 20 avioane inamice Rata, izbutind să doboare 6 din ele fără nicio pierdere”.

## Decorații
- Ordinul „Virtutea Aeronautică” de Război cu spade, clasa Crucea de Aur cu 2 barete (4 noiembrie 1941)[2]
- Ordinul „Virtutea Aeronautică” de război cu spade, clasa Cavaler (1 iulie 1942)[3]